# بيل أدولف
بيل أدولف (بالإنجليزية: Bill Adolph)‏ هو محاسب وسياسي أمريكي، ولد في 23 أكتوبر 1949. حزبياً، نشط في الحزب الجمهوري. وقد انتخب عضو مجلس نواب بنسيلفانيا.

## وصلات خارجية
- الموقع الرسمي